# Pnigalio pallipes
Pnigalio pallipes är en stekelart som först beskrevs av Léon Abel Provancher 1887.  Pnigalio pallipes ingår i släktet Pnigalio och familjen finglanssteklar. Inga underarter finns listade i Catalogue of Life.